# Zaglavak
Zaglavak (izvirno srbsko Заглавак) je naselje v Srbiji, ki upravno spada pod Občino Bajina Bašta; slednja pa je del Zlatiborskega upravnega okraja.

## Demografija
V naselju živi 527 polnoletnih prebivalcev, pri čemer je njihova povprečna starost 55,2 let (52,6 pri moških in 57,6 pri ženskah). Naselje ima 250 gospodinjstev, pri čemer je povprečno število članov na gospodinjstvo 2,26.
To naselje je popolnoma srbsko (glede na rezultate popisa iz leta 2002).
|  |

| Demografija | Demografija     | Demografija     |
| Leto        | Št. prebivalcev | Št. prebivalcev |
| ----------- | --------------- | --------------- |
|             |                 |                 |
|             |                 |                 |
|             |                 |                 |
|             |                 |                 |
| 1948        | 1827            |                 |
| 1953        | 1904            |                 |
| 1961        | 1793            |                 |
| 1971        | 1514            |                 |
| 1981        | 1191            |                 |
| 1991        | 814             | 803             |
| 2002        | 578             | 566             |
|             |                 |                 |

| Etnična sestava po popisu iz leta 2002 | Etnična sestava po popisu iz leta 2002 | Etnična sestava po popisu iz leta 2002 | Etnična sestava po popisu iz leta 2002 | Etnična sestava po popisu iz leta 2002 |
| -------------------------------------- | -------------------------------------- | -------------------------------------- | -------------------------------------- | -------------------------------------- |
| Srbi                                   | Srbi                                   |                                        | 566                                    | 100,0%                                 |
| Neznano                                | Neznano                                |                                        | 0                                      | 0,0%                                   |